# Natalya Essembekova
Natalya Essembekova  est une joueuse kazakhe de rugby à XV, née le 5 novembre 1984, de 1,72 m pour 59 kg, occupant le poste d'ailière (n° 11).

## Palmarès
Elle est internationale et évolue avec l'équipe du Kazakhstan au plus haut niveau. Elle participe notamment à la Coupe du monde de rugby à XV féminine 2006.